# Ranunculus walo-kochii
Ranunculus walo-kochii är en ranunkelväxtart som beskrevs av E. Hörandl och W. Gutermann. Ranunculus walo-kochii ingår i släktet ranunkler, och familjen ranunkelväxter. Inga underarter finns listade i Catalogue of Life.